# Petr Dorůžka
Petr Dorůžka (* 30. října 1949 Praha) je hudební publicista, syn Lubomíra Dorůžky.

## Životopis
Po maturitě na střední všeobecně vzdělávací škole v Praze (1968) vystudoval obor zvuková technika na Elektrotechnické fakultě ČVUT v Praze (ing. 1973) a poté do roku 1989 pracoval v oboru výpočetní techniky (mainframe ICL v Praze).
Od roku 1968 se věnoval hudební publicistice, zaměřené na anglosaskou rockovou scénu. Spolupracoval s řadou hudebních časopisů (např. Pop Music Express, Aktuality Melodie, Melodie (1970–83), Mladý svět, Populár, Gramorevue, Kruh (periodikum Sekce mladé hudby Svazu hudebníků)). Připravoval texty pro licenčně vydávaná alba v Supraphonu (Janis Joplin, Woodstock), pořady pro pražské Divadlo hudby a Československý rozhlas. Od roku 1988 připravuje pořad Hudba na pomezí (Český rozhlas, stanice Vltava).
Po roce 1989 spolupracoval s vydavatelskou firmou Bonton jako producent. Organizoval také výjezdy českých umělců do Německa.
Od 2002 externě přednáší o world music na katedře kulturní ekologie Fakulty humanitních studií Univerzity Karlovy a připravuje týdenní pořad Babillon pro kabelovou hudební TV Stanice O.